# Piparpati Parchrouwa
Piparpati Parchrouwa (nep. पिपरपती पचरौता) – gaun wikas samiti w środkowej części Nepalu w strefie Narajani w dystrykcie Bara. Według nepalskiego spisu powszechnego z 2001 roku liczył on 607 gospodarstw domowych i 4106 mieszkańców (1910 kobiet i 2196 mężczyzn).